# Anaxarcha pulchra
Anaxarcha pulchra är en bönsyrseart som beskrevs av Werner 1922. Anaxarcha pulchra ingår i släktet Anaxarcha och familjen Hymenopodidae. Inga underarter finns listade i Catalogue of Life.